# Nina Sublatti
Nina Sublatti (georgisch ნინა სუბლატი Nina Sublati, bürgerlich georgisch სულაბერიძე Sulaberidse; * 31. Januar 1995 in Moskau, Russland) ist eine georgische Sängerin, Komponistin sowie Model. Sie vertrat Georgien beim Eurovision Song Contest 2015 in Wien.

## Kindheit
Sublatti wurde in Moskau als Kind georgischer Eltern geboren. Die Familie zog jedoch kurz nach der Geburt wieder zurück nach Georgien. Dort besuchte sie als Kind die Kunsthochschule und lernte Zeichnen, Malerei und Plastik. 2008 unterschrieb sie einen Vertrag bei einer Modeagentur und begann eine Tätigkeit als Model. Im Jahr 2011 begann sie unter dem Label des Georgian Dream Studio eine Zusammenarbeit mit dem Sänger Bera Iwanischwili.

## Karriere
Zwei Jahre später gewann sie die Castingshow Sakartwelos warskwlawi, das georgische Pendant zu Deutschland sucht den Superstar. 2014 veröffentlichte sie ihr Debütalbum Dare to be Nina Sublatti, welches zum meistverkauften Album des Jahres in Georgien wurde.
Ende Dezember 2014 wurde sie als eine von fünf Teilnehmern beim georgischen Vorentscheid zum Eurovision Song Contest 2015 in Wien präsentiert, wo sie mit dem Song Warrior (zu deutsch: Kriegerin) das Finale am 14. Januar 2015 gewann. Mit dem gleichen Song nahm sie am Wettbewerb in Österreich teil. Am 1. Halbfinale am 19. Mai 2015 startete sie als 16. und qualifizierte sich für das Finale. Dort erreichte sie schließlich den elften Platz. Im gleichen Jahr gründete sie mit ihrem Partner das Duo Phonothek.

## Persönliches
Als Vorbilder nennt sie Janis Joplin, Brian Molko und Björk. Auffällig sind auch ihre vielen selbst entworfenen Tattoos.

## Diskografie
- 2014: Dare to be Nina Sublatti (Album)
- 2015: Warrior (Single)